# 뱅어

뱅어(-魚)는 뱅어과에 속하는 물고기다.

## 특징
몸길이 10cm 내외로 길고 몸빛깔은 흰색 반투명이다. 배를 따라 작고 검은 점이 흩어져 있다. 해안과 가까운 민물이나 기수에도 분포하며 산란기는 4-5월경으로 기수에서 살다가 하천으로 올라와서 알을 낳으며, 알은 수심 2-3m의 물풀에 붙여 놓는다. 어린 새끼는 봄까지 산란장 주변에서 살다가 여름에 연안과 호수 등으로 이동한다. 알에서 나온 지 1년 만에 성숙하고, 동물성 플랑크톤을 먹고 산다.

## 분포
한국·일본·러시아 등지에 분포한다.